# Indische Botschaft in Berlin

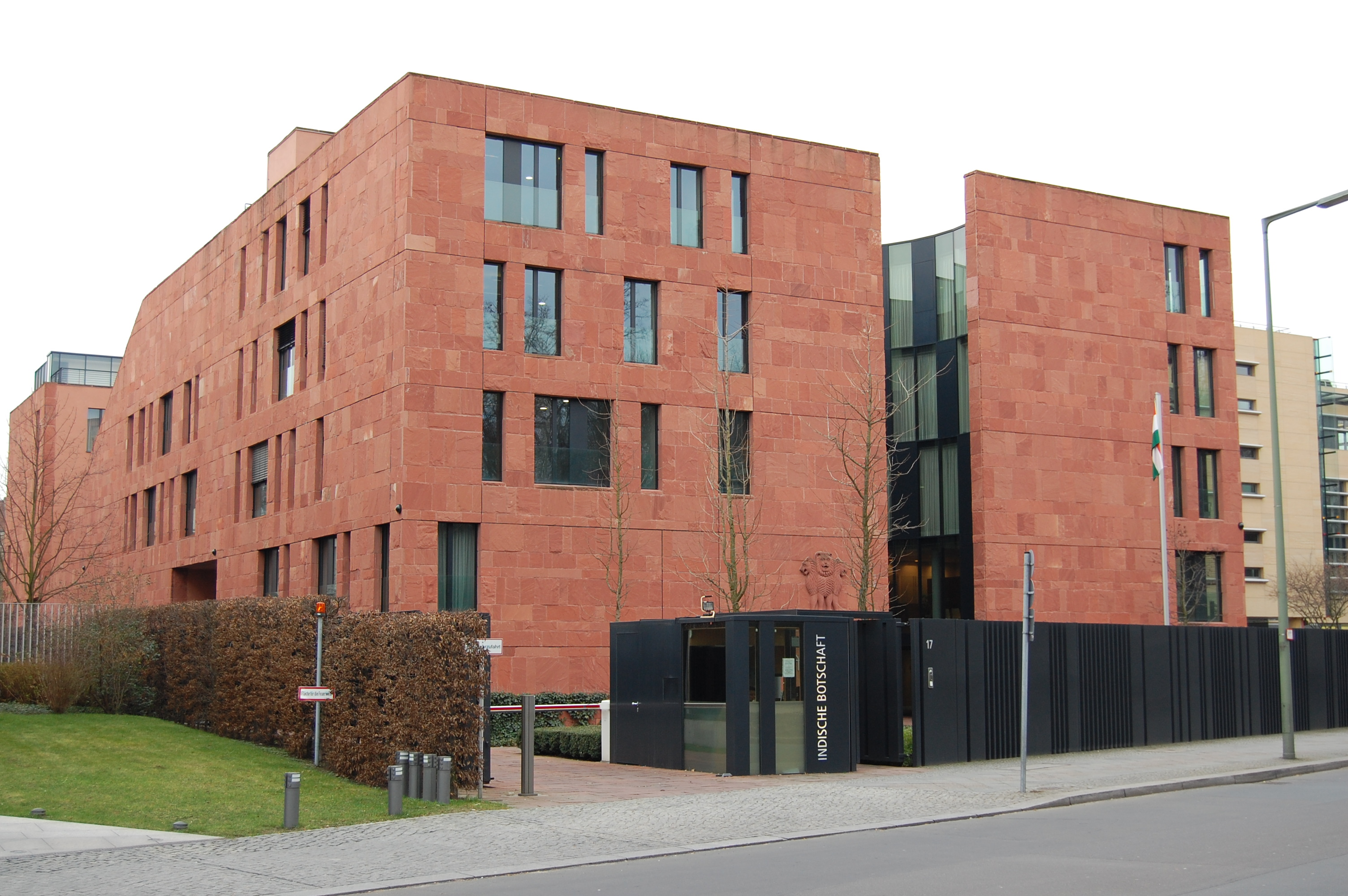
Botschaftsgebäude von der Tiergartenstraße aus gesehen

Die Botschaft Indiens in Berlin (englisch Embassy of India, Berlin, Germany) ist die diplomatische Vertretung der Republik Indien in der Bundesrepublik Deutschland. Das Botschaftsgebäude befindet sich seit 2001 in der Tiergartenstraße im Berliner Botschaftsviertel. Erste Botschafter zwischen der „alten“ Bundesrepublik und Indien wurden 1952 ausgetauscht, nachdem Indien 1949 als eines der ersten Länder die damals neue Bundesrepublik anerkannt hatte. Am 7. März 1951 schlossen beide Staaten den entsprechenden Vertrag. Zwischen 1972 und 1990 bestand auch eine Botschaft Indiens in der DDR.

## Geschichte der beiderseitigen Diplomatie
Bis zum beschlossenen Regierungsumzug von Bonn nach Berlin hatte die Auslandsvertretung Indiens ihren Sitz in Bonn.
Auch mit der DDR bestanden diplomatische Beziehungen. Sie wurden am 8. Oktober 1972 aufgenommen. Die Botschaft Indiens in der DDR befand sich in der Clara-Zetkin-Straße 89 (seit 1995 wieder Dorotheenstraße) in Ost-Berlin. Das Haus Nummer 89 wurde zusammen mit den Nachbarhäusern 85, 87 und 91 vom Architekten Roland Korn entworfen und 1973/1974 errichtet.
Zwischen 1999 und 2001 wurde im Botschaftsviertel des Berliner Ortsteils Tiergarten (Bezirk Mitte) der neue Hauptsitz der Botschaft in Deutschland errichtet. Die Baupläne stammen vom Berliner Architekturbüro Léon-Wohlhage-Wernik. Das fertige Gebäude wird durch seine farblich ungewöhnliche Gestaltung geprägt – die Fassade besteht aus indischem roten Sandstein.
Seit dem 23. Oktober 2024 ist Ajit Vinayak Gupte Botschafter Indiens in der Bundesrepublik Deutschland.
Indien verfügt über Generalkonsulate in Frankfurt am Main, Hamburg und München sowie ein Honorarkonsulat in Stuttgart.

## Lage, Bau und Architektur des Botschaftsgebäudes

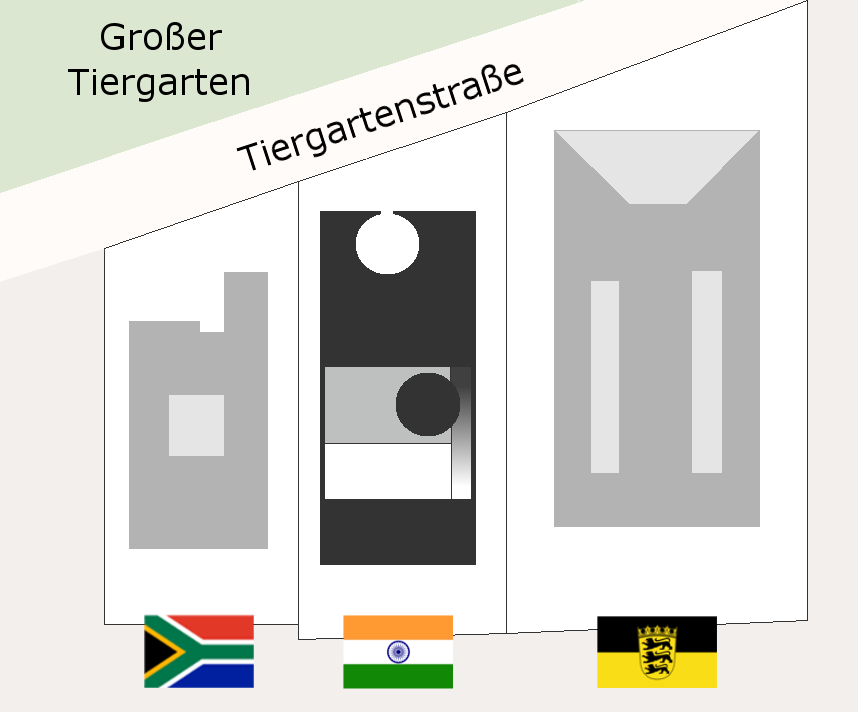
Indische Botschaft mit Nachbargebäuden

Die Botschaft befindet sich in der Tiergartenstraße 17 am südlichen Rand des Tiergartens im Botschaftsviertel zwischen Hildebrand- und Stauffenbergstraße. In diesem Block befinden sich derzeit vier Gebäude. Direkte Nachbarn der indischen Botschaft sind westlich – von der Tiergartenstraße aus gesehen rechts – die südafrikanische Botschaft (Nr. 18) und östlich – von der Tiergartenstraße aus gesehen links – die Landesvertretung Baden-Württembergs (Nr. 15). An die Landesvertretung schließt sich an der Ecke zur Stauffenbergstraße als viertes Gebäude die österreichische Botschaft an. Das etwa 3500 m² große Grundstück der indischen Botschaft ist an der Straßenfront knapp 40 Meter breit, gut 80 Meter tief und zur Straße leicht schräg ausgerichtet. Vor den Zerstörungen des Zweiten Weltkriegs befand sich auf dem Grundstück unter der Hausnummer 16 das Büro des Reichsverbands der deutschen Presse und unter der Hausnummer 17 das britische Konsulat mit den Militärattaché-Abteilungen der drei Waffengattungen.
In Bonn befand sich die Botschaft Indiens an der Adenauerallee 262–264 (siehe: Botschaft der Republik Indien in Bonn). Nach dem Hauptstadtbeschluss von 1991 und dem Berlin/Bonn-Gesetz von 1994 stand fest, dass die wesentlichen deutschen Ansprechpartner der höchsten diplomatischen Vertreter eines Landes – Bundeskanzleramt, Bundestag, Außenministerium und Wirtschaftsministerium – ihren Sitz ab 1999 (spätestens 2000) in Berlin haben würden. Dementsprechend fasste das indische Außenministerium den Entschluss, die Botschaft ebenfalls nach Berlin zu verlagern. Die Berliner Botschaft Indiens in Ost-Berlin entsprach nicht den Repräsentationsansprüchen Indiens. Daher erwarb der indische Staat 1996 das Grundstück in der Tiergartenstraße 16/17 und führte einen beschränkten Wettbewerb durch, bei dem das Berliner Büro Leon Wohlhage Wernik im März 1998 den 1. Preis gewann. Indien war damit einer der wenigen Staaten, die den Entwurf ihrer Botschaftsneubauten in Berlin nicht an Architekten des eigenen Landes vergaben. So stammen alle Entwürfe für die Botschaftsgebäude in der unmittelbaren Nachbarschaft von Architekten der Herkunftsländer: mma architects aus Kapstadt für Südafrika, Hans Hollein für Österreich und Samir Rabie aus Kairo für Ägypten. Indien entschied sich hingegen bewusst für eine „architektursprachliche Übersetzung“ der indischen Architekturtradition durch ein deutsches Architekturbüro.
Das Büro Leon Wohlhage Wernik bestand aus den Berliner Architekten Hilde Léon, Konrad Wohlhage und Siegfried Wernik, die auch die nahegelegene Landesvertretung von Bremen in der Hiroshimastraße 24 entwarfen, die ebenfalls eine rote Fassade besitzt, allerdings aus gestrichenem Putz. Die Berliner Architekturgalerie Aedes stellte beide Gebäude 2001 im Vergleich vor. Am 9. September 1998 fand die Grundsteinlegung statt, am 18. Januar 2001 wurde die indische Botschaft in Anwesenheit der damaligen Außenminister von Deutschland und Indien – Joschka Fischer und Jaswant Singh – feierlich eröffnet. Erster indischer Botschafter, der den Neubau beziehen konnte, war Ronen Seng. Die Baukosten betrugen 26 Millionen Mark (kaufkraftbereinigt in heutiger Währung: rund 21 Millionen Euro) bei einer Brutto-Grundfläche (BGF) von 18.200 m².

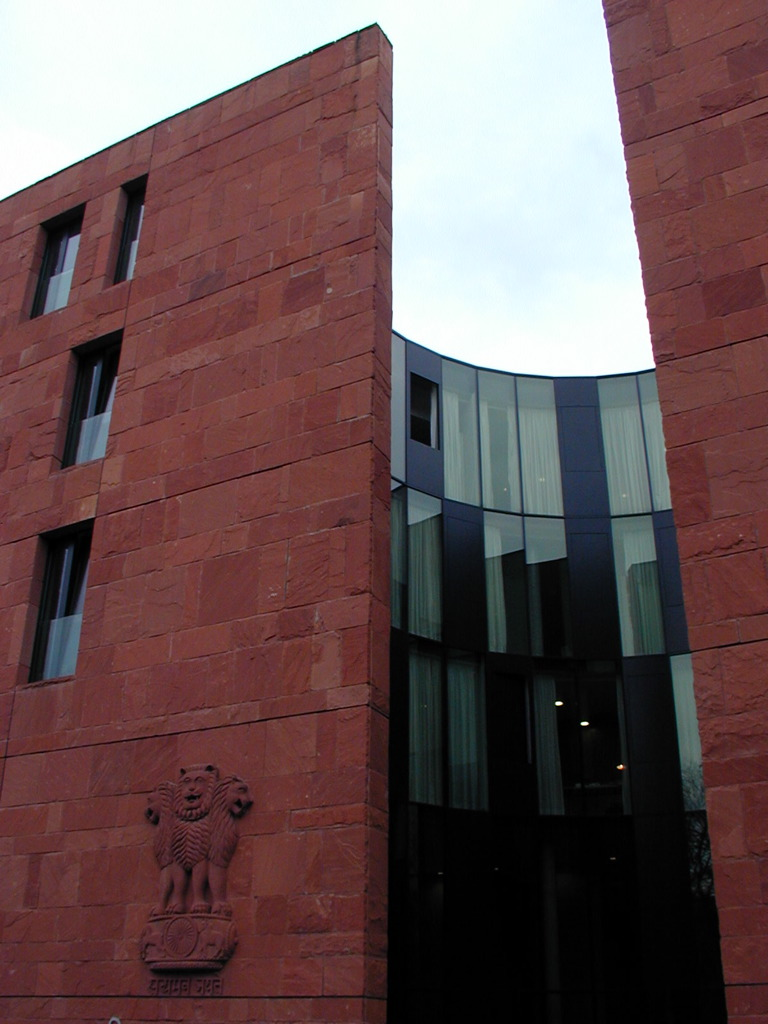
Blick auf den Eingang zum Atrium (links das Staatswappen)

In die Nachbarschaft der Vertretungen von Südafrika und Baden-Württemberg reiht sich die indische Botschaft mit einer geschlossenen Fassade ein, die vom zylindrischen Atrium angeschnitten wird, das so wie durch eine schmale Blende sichtbar wird. Nach außen ist das Gebäude als Quader gestaltet, der die Fläche des Grundstücks fast komplett einnimmt. Im Innern ist das Gebäude hingegen deutlich in drei Abschnitte gegliedert: der erste Abschnitt von der Straßenfront aus gesehen ist ein fünfgeschossiger Baukörper mit quadratischem Grundriss, der von innen durch das Atrium erschlossen wird. Der zweite Abschnitt ist ein Garten mit fast quadratischem Grundriss, auf zwei Ebenen gelegen. Die höhere Ebene des Gartens befindet sich auf einem zweigeschossigen Sockelbau, der seitlich versetzt einen Turm mit kreisförmigen Grundriss trägt. Der Turm hat die gleiche Höhe wie die Traufhöhe des ersten Abschnitts und enthält die Arbeitsräume des Botschafters. Turm und Atrium haben den gleichen Durchmesser und die gleiche Höhe; somit wirkt der Turm in der Draufsicht wie aus dem Quader des ersten Abschnitts ausgestanzt.
Auf der Ostseite des zweiten Abschnitts führt eine breite Freitreppe über die Tiefe des Gartens zum Dachgarten auf dem ersten Abschnitt. Gestaltung und Steigungswinkel der einläufigen Treppe sollen an die historische Freiluftsternwarte Jantar Mantar erinnern. Die tiefere Ebene des Gartens liegt auf Höhe des Bodenniveaus. Den dritten Abschnitt bildet ein fünfgeschossiger Riegel, der Wohnungen für Botschaftsangestellte enthält. Der Botschafter wohnt mit seiner Familie allerdings in einer Residenz in der Podbielskiallee 62 in Berlin-Dahlem. Die Außenfassade des Baus ist mit rotem Barauli-Sandstein (Handelsname Ruby Red) der Region Dholpur in Rajasthan verkleidet, dessen Oberfläche durch die bruchraue Spaltfläche des Steins und die unregelmäßige Verfugung der Quader lebendig gestaltet ist. Aus Sandstein dieser Herkunftsregion wurde auch das Rote Fort in Agra erbaut. Weitere beim Bau der Botschaft verwendete Natursteine sind grünlicher Kalkstein aus Kota, schwarzer Naturstein aus Jhansi und schwarzer Kalkstein aus Kadapa. Unter dem indischen Staatswappen am Eingang ist die dazugehörige Inschrift „Allein die Wahrheit siegt“ in Sanskrit eingemeißelt.
Vom Atrium aus sind alle öffentlich zugänglichen Räume erreichbar. Das Konsulat ist auch separat von der Westseite erschlossen. An das Atrium schließt sich eine doppelgeschossige Halle an, von der aus der Besucher im Erdgeschoss den großen Veranstaltungssaal erreicht, der sich zum Garten im Innenhof öffnet. Zum öffentlichen Bereich gehören außerdem eine Ausstellungshalle mit Bibliothek und ein Business-Center. Die äußere und innere Formgebung des Gebäudes ist kompromisslos modern, nimmt aber in Farb- und Materialwahl Bezüge zur Bautradition und Handwerkskunst Indiens auf. So werden als Trennwände filigran gearbeitete Jalis aus Stein verwendet, die in Indien gefertigt wurden.